# 保科豊巳
保科 豊巳（ほしな とよみ、1953年 - ）は、日本の現代美術家。ポストもの派のインスタレーション芸術家。東京藝術大学副学長。

## 来歴
長野県東御市生まれ。日本もの派、榎倉康二、高山登の影響の中、東京芸術大学で学ぶ。同期生に川俣正、下級生の宮島達男、中村一美がいる。
ポストもの派世代に属し、木、紙、墨という素材を用いたインスタレーションや絵画制作を展開している。日本をはじめスイス、台湾、ドイツ、アメリカ、中国、などで作品発表を続けている。
東京芸術大学美術学部絵画科油画専攻卒業。東京芸術大学大学院美術研究科修士課程絵画専攻修了。東京芸術大学大学院美術研究科博士後期課程美術専攻 単位修得退学。その後、明星大学芸術学科助教授、東京芸術大学美術学部専任講師、東京芸術大学美術学部助教授を経て2002年に文部科学省在外研究員として渡米。2006年から東京芸術大学美術学部教授。2009年に東京芸術大学美術学部副学部長。2013年に東京藝術大学美術学部学部長。2016年に東京藝術大学理事・副学長。2020年に同大学退官。

## 主な経歴
- 1982年「第12回パリビエンナーレ」パリ市立近代美術館
- 1984年「日本現代美術展」スイス国立博物館、ラス美術館ジュネーブ
- 1986年「日本現代美術展」国立台北現代美術館
- 2003年 第２回「大地の芸術祭」妻有トリエンナーレ展[1]
- 2008年「国際メディアアートビエンナーレ」北京
- 2011年「釜山ビエンナーレ」韓国
- 2013年「HERE IS THERE THERE IS HERE–A Solo Exhibition」台湾[2]
- 2014年 市原ビエンナーレ展「３D山水画プロジェクト」、上野の森美術館大賞展招待出品
- 2016年「RAIGHT OF DARKNESS」南京美術館[3]、バングラデシュBIENNALLE[4]

## 社会活動
- 長野県佐久市佐久彫刻シンポジウム実行委員会プロデューサー
- 1997年 長野県川上村振興公社芸術プロジェクト委員会審査員長
- 1998年～ 北御牧中学校建設委員会委員
- 2001年 新潟県大島村教育委員会　芸術プロジェクト顧問
- 2004年～2005年 「アート・ミーツ・アーキテクチャー・コンペテティション　2005展」審査員
- 2007年～2009年 上野タウンミュージアム実行委員長[5]
- 2010年～2012年 文化庁人材育成支援事業、審査委員
- 2010年～ 「STORY OF THE ILAND ART PROJECT」プロデュース
- 2010年～ 2012年 GTS観光アートプロジェクト実施責任者
- 2014年～ 上野の森美術大賞展審査委員[6]
- 2014年～ アートオリンピア実行委員、審査員[7]
- 2015年～ 枕崎国際芸術賞展審査員
- 2015年～ 瀬戸内国際芸術祭芸術家選考委員
- 2015年～ 長野県東御市「天空の芸術祭」総合プロヂューサー[8]
- 2017年～ FAN美術館館長（岡山県備前市）[9]

## 主な受賞歴
- 1992 日本建築工芸協会賞